# Provincia di Los Andes (Cile)
La provincia di Los Andes è una delle sette province della regione cilena di Valparaíso. Il capoluogo è la città di Los Andes.
La provincia è suddivisa in quattro comuni:
- Los Andes
- San Esteban
- Calle Larga
- Rinconada